# Nozières (Ardèche)
Nozières település Franciaországban, Ardèche megyében. Lakosainak száma 240 fő (2022. január 1.). Nozières Désaignes, Empurany, Le Lac-d’Issarlès, Lafarre, Lamastre, Pailharès és Saint-Félicien községekkel határos.

## Népesség
A település népességének változása:
| Lakosok száma | 492  | 349  | 300  | 248  | 268  | 258  | 258  | 250  | 244  | 240  |
|               | 1968 | 1982 | 1990 | 2006 | 2013 | 2015 | 2017 | 2019 | 2020 | 2022 |